# Гебхард Кристоф фон Алвенслебен
Гебхард Кристоф фон Алвенслебен (на немски: Gebhard Christoph von Alvensleben; * 25 октомври 1631, Еркслебен; † 15 юли 1690) е благородник от род фон Алвенслебен, господар в Изеншнибе/Гарделеген и Еркслебен.

## Биография
Той е третият син на Валентин Йоахим фон Алвенслебен (* 29 септември 1596; † 3 декември 1649) и съпругата му Анна Мария фон Залдерн (* 31 януари 1603; † 14 август 1636), дъщеря на Якоб фон Залдерн (1571 – 1602) и Мария фон Клитцинг (1583 – 1630). Внук е на Волф Фридрих фон Алвенслебен I (1559 – 1623) и Анна фон Бредов (1573 – 1614), дъщеря на бранденбургския курфюрст-съветник Йоахим (Ахим) фон Бредов (1539 – 1594) и Анна фон Арним (1546 – 1594). Правнук е на Валентин фон Алвенслебен (1529 – 1594) и Анна София фон Велтхайм (1531/1532 – 1565). Братята му са Георг Фридрих фон Алвенслебен, женен за Анна Катарина фон дер Шуленбург (1635 – 1664), Якоб фон Алвенслебен (1629 – 1674), женен на 10 юни 1657 г. за Катарина фон Бюлов (1635 – 1673), и неженените Йоахим Лудолф и Бусо Зигфрид.
Фамилията фон Алвенслебен с Вернер I фон Алвенслебен († ок. 1395), синът му Гебхард XIV фон Алвенслебен († ок. 1428) и внукът му Вернер II фон Алвенслебен († 1472/1477), притежава от 1378 до 1857 г. замък Изеншнибе/Гарделеген в Саксония-Анхалт.
Гебхард Кристоф фон Алвенслебен умира на 58 години на 15 юли 1690 г. и е погребан в Еркслебен.

## Фамилия
Гебхард Кристоф фон Алвенслебен се жени на 11 ноември 1657 г. в Бухенау за фрайин София Магдалена фон Бухенау (* 1625, Щутгарт; † 21 септември 1698, Еркслебен), дъщеря на фрайхер Ханс Балтазар фон Бухенау и фрайин Мария Магдалена фон Клозен цу Хайденбург. Те имат шест деца:
- Анна Мария фон Алвенслебен, омъжена за Йохан Адриан фон Фьордер
- Флоринна Шарлота фон Алвенслебен
- Розамунда Лукреция фон Алвенслебен (* 5 ноември 1662; † 26 февруари 1727), омъжена 1682 г. за Хайнрих фон Ледебур (* 3 март 1657; † 25 май 1733
- Виктория Фридерика фон Алвенслебен
- Фридрих Адам фон Алвенслебен (* 1666; † 15 април 1720, Изеншнибе), женен I. 1695 г. за Елеонора Шарлота фон дер Вензе († 9 август 1705, Еркслебен), II. 1706 г. за Улрика Юлиана Щечинели фон Викенбург (* 1690; † 28 януари 1722, Изеншнибе); няма деца
- Гебхард Йохан III фон Алвенслебен-Изеншнибе-Еркслебен (* 8 август 1667, Еркслебен; † 26 юли 1738, Еркслебен), женен на 25 ноември 1695 г. за Августа Еренгард фон Алвенслебен (* 11 септември 1677, Еркслебен; † 24 юли 1725, Еркслебен), дъщеря на Гебхард Йохан II фон Алвенслебен (1642 – 1700) и Кристина фон Алвенслебен (1651 – 1691), дъщеря на Гебхард XXV фон Алвенслебен (1618 – 1681) и Агнес фон Раутенберг (1616 – 1685/1686); има осем деца.